# Гранђа (Торино)
Гранђа је насеље у Италији у округу Торино, региону Пијемонт.
Према процени из 2011. у насељу је живело 680 становника. Насеље се налази на надморској висини од 456 м.